# Ferenc Keserű
Ferenc Keserű (ur. 27 sierpnia 1903 w Budapeszcie, zm. 16 lipca 1968 tamże) – węgierski piłkarz wodny. Dwukrotny medalista olimpijski.
Na igrzyskach startował trzy razy (1924-1932) i z drużyną waterpolistów sięgnął po dwa medale. W 1928 Węgrzy zajęli drugie miejsce, w 1932 triumfowali. Trzy razy był mistrzem Europy w (1926, 1927, 1931). Był mistrzem kraju w piłce wodnej (1923, 1924). 
W tych samych igrzyskach brał udział jego brat Alajos.